# Drömmen om Rita
Drömmen om Rita är en svensk-finländsk film från 1993 av Jon Lindström.

## Handling
En sjuk nybliven änkling beslutar sig för att en sista gång träffa sin ungdoms kärlek. På resan följer även änklingens vuxna dotter med.

## Skådespelare
- Marika Lagercrantz
- Philip Zandén
- Gert Fylking
- Per Oscarsson
- Patrik Ersgård
- Lise Ringheim
- Yaba Holst
- Michael Segerström
- Tomas Norström